# Giacinto Martorelli
Giacinto Martorelli (Torino, 1855 – Milano, 1917) è stato un ornitologo italiano.

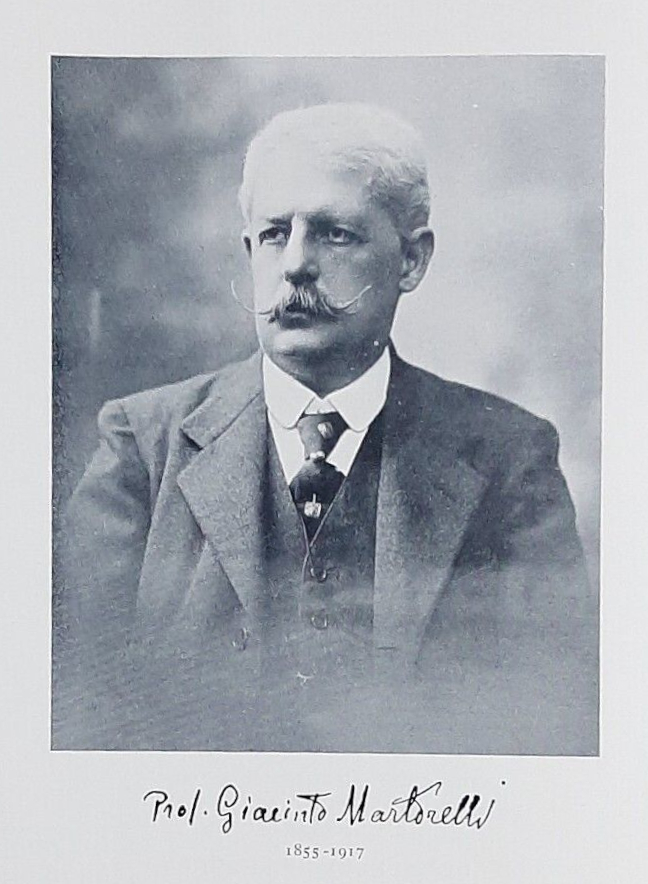

Direttore dal 1893 della collezione di uccelli di Ercole Turati presso il Museo Civico di Storia Naturale di Milano, è chiamato per diretto incarico del Ministro della pubblica istruzione a insegnare Storia naturale al Liceo Gioberti di Torino.
È autore di testi specialistici e monografici sull'ornitologia.